# Summer Catch
Summer Catch (Brasil: Jogada de Verão ) é um filme de comédia romântica, estrelado por Freddie Prinze Jr.‎, Jessica Biel e Matthew Lillard. A história se passa em Cabo Cod, mas a maioria do filme foi filmado em Southport, Carolina do Norte.

## Elenco
| Ator               | Personagem                        |
| ------------------ | --------------------------------- |
| Freddie Prinze Jr.‎ | Ryan Dunne                        |
| Jessica Biel       | Tenley Parrish                    |
| Fred Ward          | Sean Dunne                        |
| Matthew Lillard    | Billy Brubaker                    |
| John C. McGinley   | Hugh Alexander (sem créditos)     |
| Jason Gedrick      | Mike Dunne                        |
| Brittany Murphy    | Dede Mulligan                     |
| Beverly D'Angelo   | Lusty House Mother (sem créditos) |
| Brian Dennehy      | Coach John Schiffner              |
| Gabriel Mann       | Auggie                            |
| Bruce Davison      | Rand Parrish                      |
| Marc Blucas        | Miles Dalrymple                   |
| Wilmer Valderrama  | Mickey Dominguez                  |
| Corey Pearson      | Eric Van Leemer                   |
| Christian Kane     | Dale Robin                        |
| Zena Grey          | Katie Parrish                     |
| Traci Dinwiddie    | Lauren                            |
| Susan Gardner      | Marjorie                          |